# Parafia Wszystkich Świętych w Sobieniach-Jeziorach
Parafia Wszystkich Świętych w Sobieniach-Jeziorach – parafia rzymskokatolicka w Sobieniach-Jeziorach.
Parafia erygowana w 1806. Obecny kościół parafialny  murowany, wybudowany w 1806, rozbudowany w 1908 i 1982.
Obszar parafii obejmuje Sobienie-Jeziory, Sobienie Kiełczewskie Pierwsze, Sobienie Kiełczewskie Drugie, Sobienie Szlacheckie, Karczunek, Piwonin, Przydawki, Radwanków Królewski, Sewerynów, Śniadków Górny, Śniadków Dolny, Wysoczyn, Nowy Zambrzyków, Stary Zambrzyków oraz Zuzanów.